# Alydus pilosulus
Alydus pilosulus är en insektsart som beskrevs av Herrich-schaeffer 1847. Alydus pilosulus ingår i släktet Alydus och familjen krumhornskinnbaggar. Inga underarter finns listade i Catalogue of Life.